# 人民公社

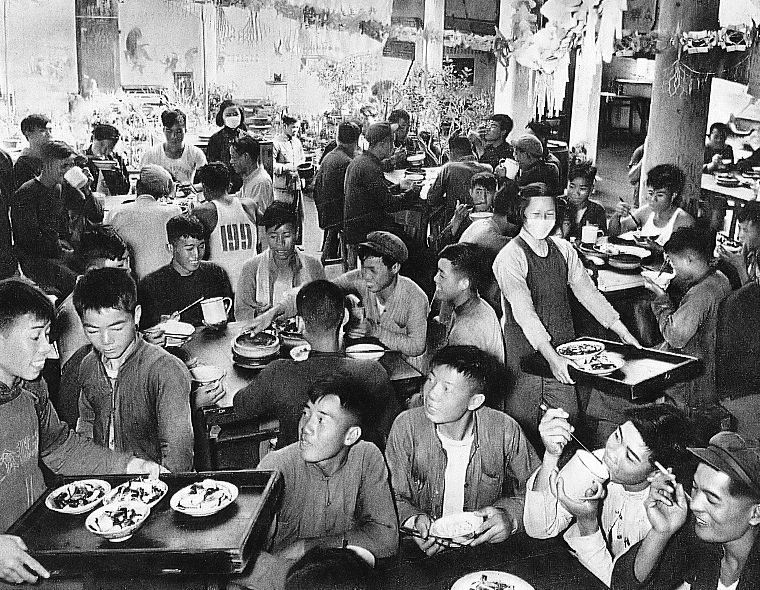
1959年人民公社的公共食堂

人民公社在社会主义国家为過往的社會制度，在中华人民共和国属于一种“政社合一”组织，分为「农村人民公社」和「城市人民公社」，而以前者最为著名。人民公社為「三面红旗」之一，1958年8月在中国共产党中央委员会主席毛泽东的肯定下，人民公社化运动在中华人民共和国迅速展开。依據施行制度的定義，人民公社既是生产组织，也是基层政权，其核心是生产队，普遍存在的时期为1958年至1984年。其中，农村人民公社属于当时“计划经济”体制下农村政治经济制度的主要特徵，而随着中国大陆市场经济的建立而解体，人民公社全部被乡级行政区取代，人民公社化運動結束。
人民公社化运动中实行的“平均主义”以及“公共食堂”等政策和制度被认为是导致中国大陆三年大饥荒（1959-1961年）的原因之一。1961年“大跃进”结束，人民公社未有撤銷，不同意相關政策措施等繼續下去的意見都被視為「反革命」，尤其是文化大革命期間農村政策更強調其所代表的集體勞動必要性。至1976年毛澤東逝世後鄧小平恢復政治權力，人民公社制度依舊運作至改革开放前期。
1978年改革开放前公社化運動對於中国农村经济和农民生活没有多少实质性改善，並讓人民公社成為支配農民生活的權力機構，農民喪失幾乎所有自由，严重伤害农民的生产积极性，令农业生产陷入困境之中。同時公社化更讓农民失去土地等主要生产资料的所有权收歸公有，宅基地由农民私有转变为集体所有、农民使用；1983年廢除人民公社體制後，土地轉軌由村集體所有，由村集體經濟組織或者村民委員會經營、管理，農民僅保有使用權，沒有得回最大損失的補償。

## 历史沿革

### 名称由來

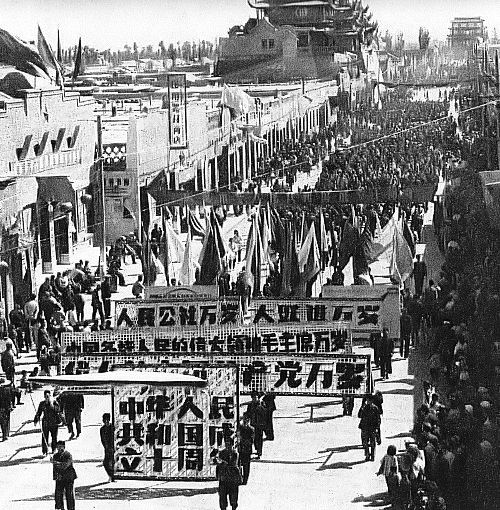
10周年國慶的銀川遊行標語“人民公社萬歲”

“人民公社”这个名词，就是刘少奇与另外几个中国共产党领导人在闲聊中产生的。据刘少奇1958年11月7日在郑州会议上的讲话回忆，大致是1958年4月，在赴广州的火车上，刘与周恩来、陆定一（时任中共中央宣传部部长）、邓力群闲聊，“吹半工半读，吹教育如何普及，另外就吹公社，吹乌托邦，吹过渡到共产主义”；在中共八大二次会议上，刘又讲了半工半读与生活集体化，并要北京和天津先搞试验。
1958年8月上旬，毛泽东到河北、河南与山东等地的农村视察，与当地的负责人谈到“小社”并“大社”的问题。在河南新乡七里营，當地方領導匯報他們對“大社”的名稱沒有使用“共產主義公社”而是使用了“人民公社”时，毛泽东说道：“看来‘人民公社’是一个好名字，包括工、农、兵、学、商，管理生产，管理生活，管理政权。‘人民公社’前面可以加上地名，或者加上群众喜欢的名字。” 毛泽东还總結人民公社的特点：“一曰大，二曰公”。在山东时，当地负责人询问“大社”叫什么名称时，毛泽东说：“还是叫人民公社好，它的好处是：可以把工、农、商、学、兵合在一起，便于领导。” 这些消息见报后，全国各地纷纷效仿，四處響起“人民公社好！”、“人民公社万岁！”等口號。

### 广泛推行
1958年人民公社化运动兴起，人民公社由农业生产合作社联合而成，一般一乡建立一社。1958年6月，河南遂平县的嵖岈山卫星人民公社成为中国第一个（农村）人民公社（一说是1958年9月成立的蚂蚁岛人民公社）。8月初，毛泽东视察河北、河南、山东时，提出“还是叫人民公社好，它的好处是可以把工、农、商、学、兵合在一起，便于领导。” 之后，农民公社在中国大陆迅速推广、兴盛。与此同时，8月15日，河南郑州市建立了全国第一个城市人民公社——郑州市管城区红旗人民公社。

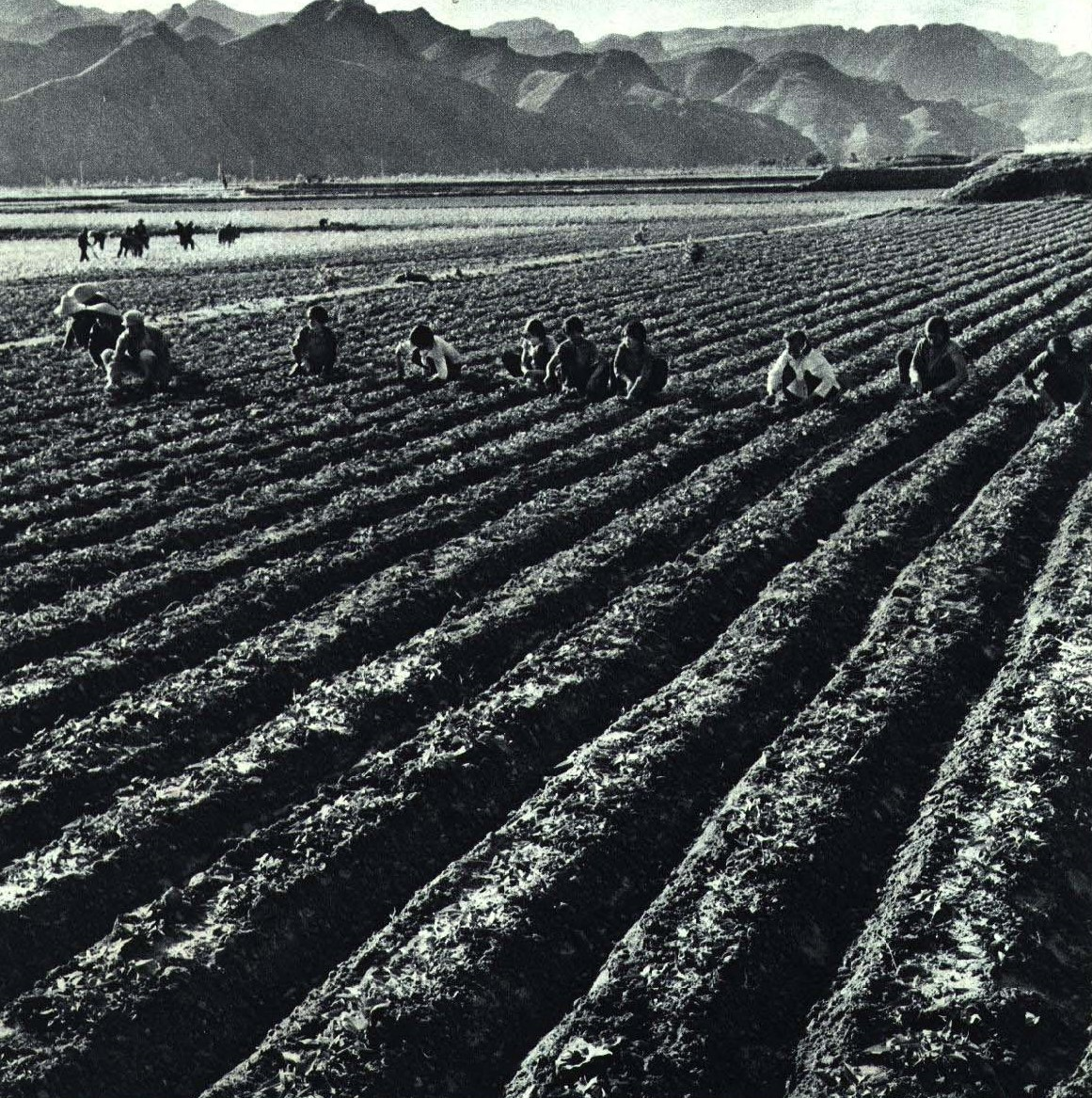
北京平谷县韩庄人民公社（1967年）

1958年8月29日，中共中央政治局在北戴河会议上，作出关于在农村建立人民公社问题的决议，要求全国各地尽快地将小社并大社，转为人民公社。9月初，《人民日报》公布了这一决议，全国迅速形成了人民公社化运动的热潮，仅用了一个多月的时间就基本上实现了人民公社化。截至1958年年底，中国大陆74万个农业合作社合并成为2.6万个人民公社，参加公社的农户有1.2亿户，全国99%以上的农民参加了公社。与此同时各公社开始推行“公共食堂”制度，许多公社不再把口粮分配到户，至1958年秋有超过265万个公共食堂投入运作，其中吃饭不要钱，鼓励社员“放开肚皮吃”，且农民无法自由退出食堂，出现过度消耗和粮食浪费；至1958年底，全国公共食堂达到了345万个，在公共食堂吃饭的人口占全国农村总人口的90%以上。
而另一方面，毛泽东及中央领导层对城市人民公社的建立则较为谨慎，最初仅表示继续试办。1960年4月9日，出席全国人大二届二次会议的北京、上海、天津、武汉、广州五大城市的市委书记作了题为《建立城市人民公社的伟大的历史意义》的联合发言，盛赞城市人民公社，表示大城市也需要实现人民公社化。此后毛泽东同意在全国掀起一场声势浩大的兴办城市人民公社的群众运动。到1960年7月底全国城市基本实现人民公社化，据中华全国总工会统计，全国190个大中城市建立1064人民公社，公社人口达到5500多万，参加人民公社的人口占城市人口总数的77％。

### 调整纠正
1958年12月，中国共产党第八屆中央委員會第六次全體會議在武漢召開，会议通过了由毛泽东起草的《关于人民公社若干问题的决议》，开始纠正人民公社化运动中的部分“左倾”错误，决定把決策中心由公社轉回到生產大隊一級，作為核算、收稅和分配收入的基本單位，不再強調吃飯不要錢，工資重新按勞動量和所掙工分支付。
三年大饥荒期间（1959-1961年），農業危機加劇，安徽等地开始推行“包产到户”。1961年1月中共八届九次会议批准正式实行恢复国民经济的“八字方针”，标志着“大跃进”的方针实际上已经停止。1961年5月下旬至6月上旬，经过中央工作会议的讨论，中央下发《农村人民公社工作条例（修正草案）》，其中进一步明确了在现阶段人民公社实行三级所有、生产队为基础的制度，正式取消了部分供给制和公共食堂。其中要求“社员的口粮，不论办不办食堂，都应该分配到户，由社员自己支配。口粮分配到户的办法，可以在收获后一次发，也可以分期发。”

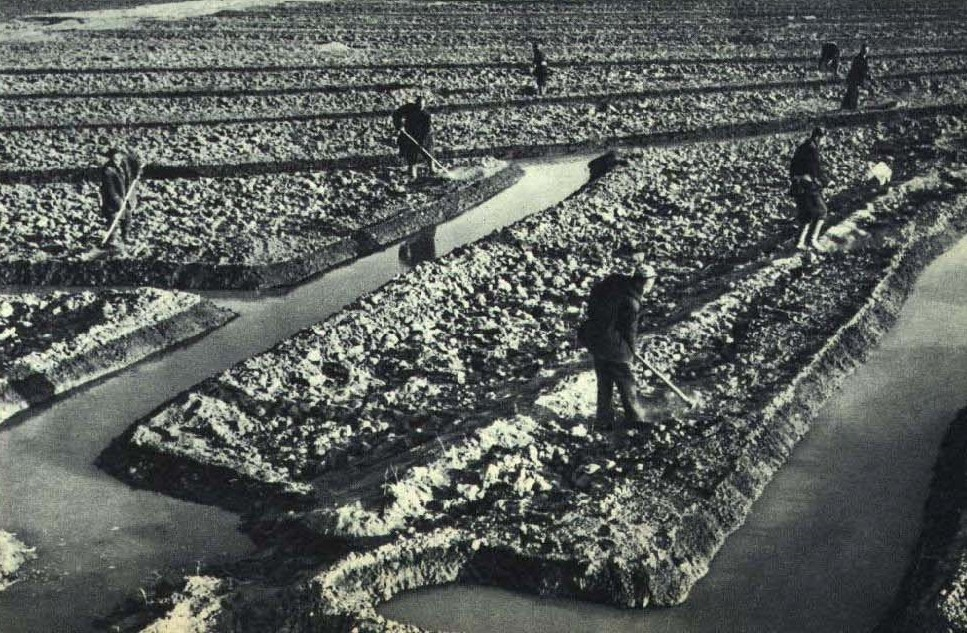
1963年新疆维吾尔自治区吐鲁番县五星人民公社

1962年初，中国共产党在北京召开“七千人大会”，讨论大跃进和人民公社化运动等政策带来的大饥荒问题，时任国家主席刘少奇将大饥荒成因归结为“三分天灾，七分人祸”。毛泽东等人在会上作了自我批评，此后“三面红旗”的指导地位下降、“八字方针”地位上升。会后毛泽东一度退居二线，刘少奇、邓小平等人主持中央日常事务，并支持“三自一包”改革政策（自留地、自由市场、自负盈亏，以及包产到户）。2月13日，中共中央发出《关于改变农村人民公社基本核算单位问题的指示》，决定将基本核算单位下放到生产队。开始实行生产资料分别归公社、生产大队和生产队三级组织所有，以生产队的集体所有制经济为基础的制度。生产队成为人民公社的基本核算单位，社员参加集体生产劳动，按照各人所得劳动工分取得劳动报酬，此外社员可种植少量自留地和经营少量家庭副业。同年，因為規模縮小，人民公社數目從大約24,000個增加到74,000個。

### 取消解散
1978年底中共十一届三中全会以后，中国大陆开始实行“改革开放”，为了改变人民公社制度下存在的平均主义和社员缺少经营自主权的状况，农村开始普遍实行了家庭联产承包责任制。1980年夏，四川廣漢縣向阳公社率先取消人民公社，恢復為向陽鄉。
1982年12月4日，第五届全国人民代表大会第五次会议表决通过新的《中华人民共和国宪法》，规定农村建立乡级行政区人民政府和基层群众性自治组织村民委员会，基层政权机构和地区性合作经济组织分开设立，此后以政社合一和集体统一经营为特征的人民公社逐渐解体，人民公社体制随之在全国逐步废除。12月31日，中共中央政治局讨论通过《当前农村经济政策的若干问题》，即中共中央1982年1号文件，指出：“人民公社的体制，要从两方面进行改革。这就是，实行生产责任制，特别是联产承包制；实行政社分设。”
1983年10月12日，中共中央、国务院发出《关于实行政社分开建立乡政府的通知》指出，当前的首要任务是把政社分开，建立乡政府；乡的规模一般以原有公社管辖范围为基础；乡的编制要力求精干，不得超过现在公社的人员编制；乡人民政府建立后，要按照《中华人民共和国地方各级人民代表大会和地方各级人民政府组织法》的规定行使职权，领导本乡的经济、文化和各项社会建设，作好公安、民政、司法、文教卫生、计划生育等工作；政社分开以后，经济体制的改革继续按照中共中央1983年1号文件的精神进行；随着乡政府的建立，应当建立乡一级财政和相应的预决算制度，明确收入来源和开支范围；村民委员会是基层群众性自治组织，坚持群众路线，做好宣传和思想政治工作，先行试点，逐步展开，保证工作质量。至此，以“政社合一”和集体统一经营为特征的人民公社遂告解体。1984年底，全国农村人民公社大部分完成了由社到乡的转变，仅有少数仍存在。
2009年初，号称“中国仅存的人民公社”的河北省晋州市周家庄乡进行2008年分红，共向12,000多社员发放近7,000万元，人均分红6,000元左右。周家庄乡1949年创办互助组，1952年建合作社，1958年建人民公社，1983年建农工商合作社。自1952年至今，合作社始终集体统一经营，体制一直未变，仍然采用工分制，已有55年历史。

## 组织形式

### 政社合一

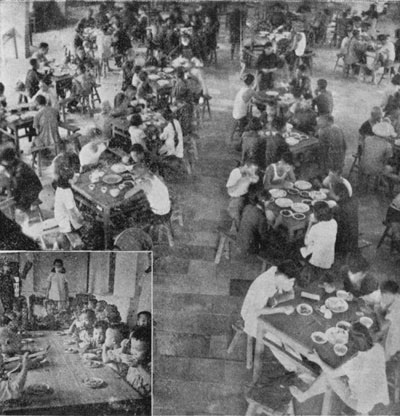
人民公社社员在公共食堂免费吃饭，出现了过度消耗和粮食浪费，是导致大饥荒的重要原因之一。

農村人民公社是政社合一的組織，是中國大陸社會主義社會在農村中的基層單位。典型的人民公社由幾個高級農業生產合作社（即集體農莊）合併而成，有的公社像「區」那麼大，較小的大致相當於一個「鄉」，有4-5千戶。公社包括地方政府的各種職能，包括公安、貿易、財政、稅收、會計及計劃工作，都受中国共产党的控制。
在人民公社內，農民的衣食住行都在公社控制之下，公社是農民政治、經濟、社會生活的實體。自留地被收回，私有物件小至鍋、盆、桌、椅都要交公。所有勞力都受控制，每人每月要工作28天，婦女也有工作，兒童都送去日託，以提高工作效率。農民一度在大食堂吃飯，企圖建立按需要免費供應食物和必須品的制度，1958年10月大约有70%-90%的农村人口在公共食堂吃饭，至1959年末仍有约72.6%的农民在食堂吃饭。公社期望能喚起農民的主動精神，建立自給自足的地方性社會。

### 生产队

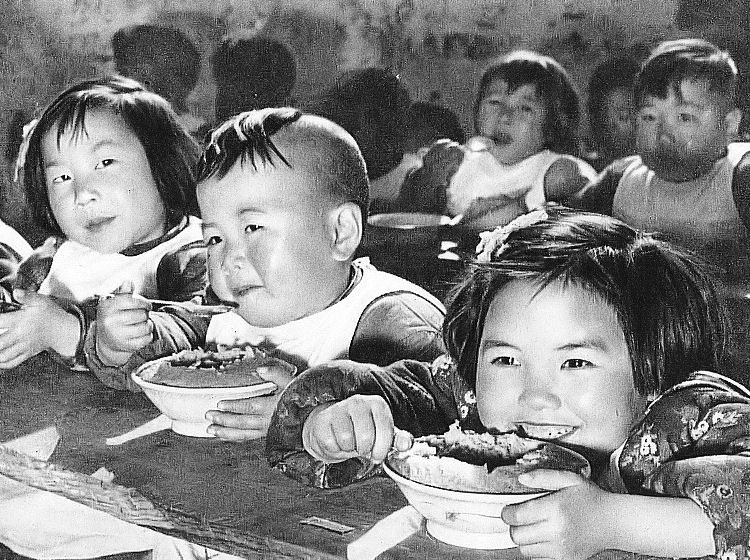
人民公社育幼院

人民公社的基本核算單位是生產隊。一个生产队通常由20-30户村民组成，大部分成员相互之间都是亲戚、朋友、邻居，或者至少是熟人。根據各地方不同的情況，人民公社的組織可以是兩級，即公社和生產隊，也可以是三級，即公社、生產大隊和生產隊。较大型的公社分為生產大隊，大隊又分為生產隊（相當於以前的農業生產合作社），也許包括半個村落。每一個農民被編入一個小組；一定數量的小組編成生产隊；生产队之上為大隊，大概相當於今日的行政村；大隊之上是人民公社，相等於镇或乡的規模。
國家每年都為每個公社下達生產任務指標，公社將指標逐層下達，農民所有生產由國家計劃及統一收購，農民所需的商品則由國家分配，所謂的「統購統銷」的制度。所有的生產過程由集體支配，非農民個人決定的。農民所得是由工分決定，工分的價值是整隊大隊減去上繳國家及公社福利開支的平均數。

### 社队企业
人民公社产生了社队企业，也就是乡镇企业的前身。当时的模式是國有大型企业满足国家计划之外，多余生产的产品就近销售到附近企业，其中包括社队企业，包括如电子产品、机床、钢铁等。透过小型社队企业自行组装及研制可适应当地的型号，在70年代农业机械化时期，同一型拖拉机在全国范围内共有上百种适用于不同地形的型号。社会企业还搞“五小企业”，自制各类轻工业产品，土洋结合。

## 运动后果

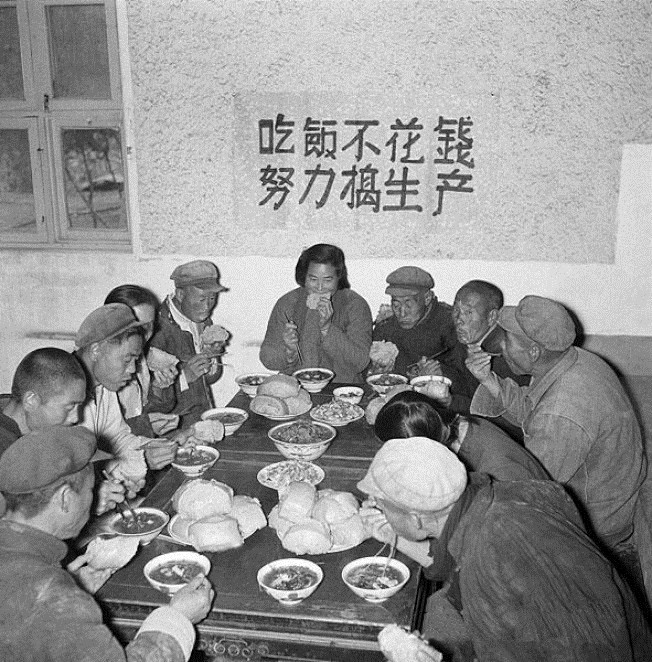
农民集体在食堂吃饭

三年大饥荒时期（1959-1961年）：經濟倒退，工業停頓，交通運輸癱瘓，1960年的國民生產總值可能下降了1/3，普遍營養不良，造成数千万人餓死。
- 農民工作過度：人民公社使農民在初期都工作過度、筋疲力盡，平均主義的工資制度，即按需計酬，降低了勞動生產率[2][62]。
- 导致食品短缺：人民食堂需要将农民私有的粮食全部收缴，统一烹调之后再按需分配给所有公社社员，有人將之形象化地稱為“吃大锅饭”，然而由于大量浪费，公社食堂有限的粮食储备被迅速消耗完毕，导致了随后的食品短缺[2][62]。
- 挫低勞動積極性：由于農民所得並不直接與個人付出成正比，没有直接反馈的集体化生产逐渐挫低了人們的積極性[62]。耕种公地的最终结果是农民们没有直接的责任感，生产积极性不高，发生了社会懈怠现象，当个体认为自己的工作已湮没在团体之中，就会在团体中懈怠下来[67]。造成类似于苏联农业集体化后的产量下降[5]。

## 各界评价
1958年11月30日，苏联领导人赫鲁晓夫在与波兰领导人哥穆尔卡会谈时谈到：“中国人现在正在组织公社。在我国这在30年前就曾有过，对这个我们腻了。可是中国人嘛，就让他们去尝试吧。当他们碰得头破血流时，就会有经验了。”1958年12月4日，赫鲁晓夫与美国参议员汉弗莱在克里姆林宫谈话时表示：
公社制度今天对俄国是不适宜的。无论如何这个词是用错了，不知道为什么中国人选用了这个词，因为‘公社’一词起源于法国大革命时代，它是一种城市的而不是农村的管理形式。无论如何，中国的制度实际上是反动的。苏联很久以前就曾尝试过公社制度，但是行不通，而现在苏联采取的是物质刺激的方法。
1959年，毛泽东将赫鲁晓夫讲话材料批给中联部部长王稼祥时说：“我写了几句话，其意是驳赫鲁晓夫的。将来我拟写文宣传人民公社的优越性。一个百花齐放，一个人民公社，一个大跃进，这三件，赫鲁晓夫们是反对的，或者是怀疑的。我看他们是处于被动了，我们非常主动，你看如何？这三件要向全世界作战，包括党内大批反对派和怀疑派。”此后，双方在这些问题上的斗争，成为中苏交恶以致最后分裂的一个重要原因。
1959年，前中国全国政协常委周鲸文认为，“中国共产党，尤其是它的高级人物，确实是过着高贵的生活，极端奢侈腐化的生活，但他们的幸福快乐是建筑在人民的痛苦之上。他们是以狞恶的面目，以沾满了人民血的手去搞‘人民公社’。‘人民公社’在思想史里可能是一个美好的意境，而在今天中国大陆上实行起来，竟成了人间地狱的最下层。”

1981年6月，中国共产党第十一届中央委员会第六次全体会议一致通过《关于建国以来党的若干历史问题的决议》，认为：
由于对社会主义建设经验不足，对经济发展规律和中国经济基本情况认识不足，更由于毛泽东同志、中央和地方不少领导同志在胜利面前滋长了骄傲自满情绪，急于求成，夸大了主观意志和主观努力的作用，没有经过认真的调查研究和试点，就在总路线提出后轻率地发动了“大跃进”运动和农村人民公社化运动，使得以高指标、瞎指挥、浮夸风和“共产风”为主要标志的“左”倾错误严重地泛滥开来。...... 主要由于“大跃进”和“反右倾”的错误，加上当时的自然灾害和苏联政府背信弃义地撕毁合同，我国国民经济在1959年到1961年发生严重困难，国家和人民遭到重大损失。
2021年11月，中国共产党第十九届中央委员会第六次全体会议通过《关于党的百年奋斗重大成就和历史经验的决议》，认为：
遗憾的是，党的八大形成的正确路线未能完全坚持下去，先后出现“大跃进”运动、人民公社化运动等错误，反右派斗争也被严重扩大化。面对当时严峻复杂的外部环境，党极为关注社会主义政权巩固，为此进行了多方面努力。然而，毛泽东同志在关于社会主义社会阶级斗争的理论和实践上的错误发展得越来越严重，党中央未能及时纠正这些错误。毛泽东同志对当时我国阶级形势以及党和国家政治状况作出完全错误的估计，发动和领导了“文化大革命”......

## 延伸阅读
- J. King Fairbank（費正清）著，張理京 譯：《美國與中國》（北京：商務印書館，1987年）.
- 徐明旭：《陰謀與虔誠》.